# Travolta et moi
Pour plus de détails, voir Fiche technique et Distribution.
Travolta et moi est un téléfilm de Patricia Mazuy réalisé pour la chaîne de télévision Arte dans la collection Tous les garçons et les filles de leur âge. Il reçoit le Léopard de bronze au Festival de Locarno en 1993 et est diffusé pour la première fois sur la chaîne franco-allemande le 25 novembre 1994.

## Synopsis
Fin des années 1970. Christine est une adolescente fascinée par John Travolta. Sur un pari, Nicolas, un garçon amateur de Friedrich Nietzsche rencontré dans un bus, décide de la séduire. Ils doivent se retrouver le lendemain à la patinoire où a lieu une fête. Christine est immédiatement séduite par Nicolas, mais ses parents lui demandent de garder la boulangerie familiale, ce qui risque de l'empêcher de se rendre au rendez-vous.

## Fiche technique
- Scénario : Yves Thomas et Patricia Mazuy
- Image : Eric Gautier
- Montage : Bénédicte Brunet
- Décors : Louis Soubrier
- Costumes : Thierry Delettre
- Producteurs : Yannick Casanova, Élisabeth Deviosse, Françoise Guglielmi
- Durée : 68 minutes
- Date de diffusion : 25 novembre 1994 sur Arte

## Distribution
- Leslie Azzoulai : Christine
- Julien Gérin : Nicolas
- Hélène Eichers : Karine
- Thomas Klotz : Jérôme
- Igor Tchiniaev : Igor

## Récompenses
- Festival de Locarno 1993 : Léopard de bronze[1]
- Festival du film de Belfort 1993 : Grand Prix[2].

## Production

### Genèse et scénario
La collection Tous les garçons et les filles de leur âge, commanditée par la chaîne franco-allemande Arte, est une série de neuf téléfilms diffusée en 1994. Le cahier des charges de la série demande de réaliser un film sur l'adolescence, dans une période laissée au choix du réalisateur entre les années 1960 et les années 1990 en utilisant la musique rock de l'époque, en évoquant le contexte politique et en incluant au moins une scène de fête. Chaque film doit durer environ une heure et dispose d'un budget d'environ 5 millions de francs, le tournage (en super 16) ne devant pas excéder 25 jours. Tant que ces contraintes sont remplies, les réalisateurs ont une grande liberté pour leurs projets, Patricia Mazuy déclarant avoir eu « carte blanche » pour son film. Elle est contactée pour participer à cette collection dès le début de l'année 1991 et elle accepte car elle trouve que « ça [peut] être rigolo. » Elle sera la première réalisatrice de la série à tourner son film, les autres étant pris par d'autres projets et ne pouvant commencer immédiatement.
Travolta et moi constitue le sixième téléfilm de la série, venant après Paix et Amour de Laurence Ferreira Barbosa qui se déroule au milieu des années 1970 et avant L'incruste d'Émilie Deleuze, qui se passe dans le début des années 1980.
La réalisatrice se considère comme la coauteure du scénario dont Yves Thomas est l'auteur, même si l'idée de la boulangerie vient de ce que les parents de Patricia Mazuy étaient boulangers. Le point de départ de l'histoire est pour elle le besoin qu'ont les adolescents d'avoir un modèle, en particulier leur adoration du « cliché musical. » Elle souhaite ainsi s'inspirer de La Fièvre du samedi soir qu'elle a vu deux ou trois ans après sa sortie et dont elle se souvient comme d'une « explosion colorée », ainsi que d'un film social et tragique. Elle y a aussi été impressionnée par le talent d'acteur de John Travolta.

### Casting
Leslie Azzoulai est choisie par la réalisatrice pour « sa force intérieure » et « sa violence presque agressive. » Patricia Mazuy l'a vue et appréciée dans Van Gogh de Maurice Pialat où elle interprétait Adeline Ravoux et où la réalisatrice l'a trouvée « géniale ». L'acteur parisien choisi initialement pour jouer Nicolas n'est pas libre et doit abandonner le projet. Julien Gérin est alors rencontré à Chalons, où il venait faire de la figuration sur le tournage avec une « bande » dont il était censé être le chef. La réalisatrice le remarque car, caché derrière ses cheveux « il n'avait rien d'un chef de bande et il ne ressemblait à personne. » Assez mauvais acteur au départ, très réfléchi et peu intuitif, il s'est amélioré au fur et à mesure du casting.
Le personnage d'Igor, le danseur sur glace qui danse avec Christine, n'était pas russe dans le scénario. C'est en voyant Igor Tchiniaev donner des cours de patinage à des jeunes filles en adoration devant lui que Patricia Mazuy a décidé d'en faire son personnage.

### Décors
Les lieux principaux du film sont le bus, que la réalisatrice considère comme un « lieu adolescent » où Nicolas et Christine se rencontrent, la boulangerie, lieu de l'autorité parentale, « où Christine attend la visite du prince charmant » et la patinoire, métaphore du monde « trop grand » à investir par les adolescents.
Patricia Mazuy souhaitait tourner en province. La ville de tournage a été choisie en fonction de la possibilité d'utiliser une patinoire comme décor. Après que le décorateur en a visité un grand nombre, trois villes ont été retenues : Châlons-sur-Marne, Valenciennes et Dunkerque. Comme il était nécessaire d'avoir une aide de la ville (le film était selon la réalisatrice impossible à faire avec le budget prévu par la chaîne), Valenciennes a été éliminée (la ville sortait du tournage de Germinal de Claude Berri et ne pouvait aider un nouveau film) et Châlons-sur-Marne a été choisie car la Mairie soutenait très vivement le projet. La réalisatrice, lors de sa visite de la patinoire, est attirée par les passerelles et passages qu'elle voit comme des symboles de l'adolescence. Le lieu a une grande hauteur de plafond, ce qui convient parfaitement au scénario. Les volumes ont été restructurés par le décorateur Louis Soubrier, qui a aussi créé la buvette et le local à patins et refait tous les revêtements. Pour éviter que la fête se passe dans le noir, la patinoire a été repeinte afin que « la couleur pallie le manque de lumière. »
La boulangerie a été construite dans une ancienne galerie marchande abandonnée, « en contrebas d'une dalle, comme dans un gouffre. »
La statue d'où Nicolas se jette a été créée par le décorateur du film, en s'inspirant du Réalisme socialiste soviétique (le maire de Châlons-sur-Marne est à l'époque communiste).

### Tournage

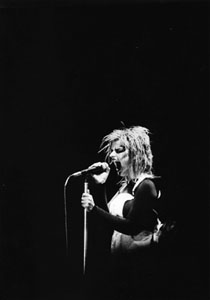
Nina Hagen en 1980, dont une chanson est choisie pour donner un sentiment étrange dans le film.

Le film n'a pas pu être tourné dans l'ordre chronologique et les scènes de patinoire, très lourdes en figuration, ont dû être faites en premier. Ces séquences ont demandé un gros travail de préparation afin que la figuration raccorde avec les actions des personnages principaux. Commencer ainsi a été ardu pour les acteurs principaux, aussi bien pour Leslie Azzoulai dont le personnage est dans un état « presque adulte » à ce moment du film alors qu'il est beaucoup plus enfant dans le début, que pour Julien Gérin pour qui les scènes d'amour étaient très difficiles à tourner. Deux jours de tournage à la patinoire ont pu être mis en fin de plan de travail pour les scènes qui n'avaient pas besoin de trop de figuration et les séquences de bar.
Le film a été tourné très vite, parfois en improvisant, notamment pour certaines chorégraphies.
La scène où Christine danse sur la glace avec Igor sur une chanson de Joe Dassin a été répétée durant trois semaines pour obtenir un numéro parfait, qui a ensuite été retravaillé pour que la jeune fille paraisse plus maladroite.

### Musique
La séquence de fête contient 25 minutes de musique « non-stop. » Il n'y a pas de séquences en dehors de la patinoire qui pourraient permettre d'atténuer le niveau sonore. La bande musicale a été choisie pour correspondre à une « boum », avec des morceaux connus, des moments calmes et d'autres plus intenses. Les morceaux musicaux correspondent à l'état d'esprit des personnages au moment où ils entendent la chanson : un morceau de Nina Hagen casse par exemple l'aspect réaliste et donne un sentiment étrange, et les Clash à la fin du film viennent évoquer une « histoire d'amour insurrectionnelle. ».

## Accueil critique

### Lors du festival de Locarno et de la première diffusion télévisée
La critique de Télérama lors de la première diffusion du téléfilm est on ne peut plus négative. Considérant que le film souffre d'une « insupportable esthétique du laid », que les « crises existentielles » que vivent les personnages ne touchent pas le spectateur et qu'ils « se ridiculisent par des actes aussi extrêmes que gratuits », le critique ne supporte pas la noirceur du film, où il ne voit « pas un rire, pas un sourire, pas un seul moment de joie. » Il sauve néanmoins l'interprétation d'Hélène Eichers dont le personnage « insuffle un peu de vie » à l'histoire.
Dans les autres guides des programmes, les jugements sont variés. Si Télé 7 jours donne au film la note de 7 (sa note maximale possible 777) sans ajouter de commentaire, Télé poche comme Télé Star mettent au téléfilm leur meilleure note possible (trois étoiles pour le premier, TT pour le second). C'est pour Télé poche l'un des meilleurs épisodes de la collection Tous les garçons et les filles de leur âge tandis que Télé Star vante aussi bien la qualité de l'œuvre que le jeu de Leslie Azzoulai.
En presse cinéma les Cahiers du cinéma se montrent enthousiastes, aussi bien sur l'ensemble de la collection que sur ce film particulier à qui ils consacrent plusieurs pages. Ils annoncent en couverture de leur numéro de novembre 1994 « Patricia Mazuy, Claire Denis, Chantal Akerman à l'assaut de la télévision. » Dans l'introduction au dossier que la revue consacre à Tous les garçons et les filles de leur âge, qualifiée « [d']expérience unique à la télévision française », le film de Patricia Mazuy fait partie pour la revue de ceux « à découvrir en priorité ». C'est le film qui est le plus mis en valeur dans ce numéro : la revue lui consacre plusieurs pages, avec un long entretien avec la réalisatrice, un article sur le travail de son décorateur, Louis Soubrier, et une critique de deux pleines pages.
Le critique du magazine s'enthousiasme sur la prestation de Leslie Azzoulai, la qualifiant « [d']actrice adolescente la plus épatante de tous les temps. » Dès octobre 1993 et son passage au festival de Locarno, la revue avait souligné le « punch » de la jeune actrice et la manière impressionnante qu'a la réalisatrice de suivre son personnage avec une proximité extrême. Elle note que « Travolta et moi est un film physique, de contrastes, de lieux et de métaphores, de cris et de larmes, de musique enfin, le portrait d'une adolescente insoumise, d'une résistante. »

### À partir de la première rediffusion
Dans les années qui suivront sa première diffusion télévisée, les jugements publiés sur ce téléfilm seront très positifs. En 1997, le journal Libération écrit que ce film « très étrange », aux « troubles attraits » est le meilleur moment de la rediffusion « indispensable » de cette série. Olivier Père, lors de la sortie de Sport de filles de Patricia Mazuy, rappelle sur son blog que Travolta et moi « était une sorte de chef-d’œuvre convulsif sur l’état d’adolescence et de révolte, un des meilleurs films français des années 90 ». En 2000, le critique Jean-Michel Frodon, dans Le Monde, considère que ce téléfilm « aurait mérité de sortir en salles » comme l'ont fait Les Roseaux sauvages ou L'Eau froide aussi issus de Tous les garçons et les filles de leur âge. Il juge le film « d'une justesse féroce et attentive » et souligne les qualités de directrice d'acteurs qu'y montre Patricia Mazuy.
Il faut noter que l'impact du film est tel qu'en 2000, lors d'une rencontre à propos de la présentation à Cannes de son film Saint-Cyr, à Libération qui évoque une nouvelle fois le « sensationnel Travolta et moi », Patricia Mazuy répond « Faut arrêter de me brouter avec ce film ! »

## Analyse

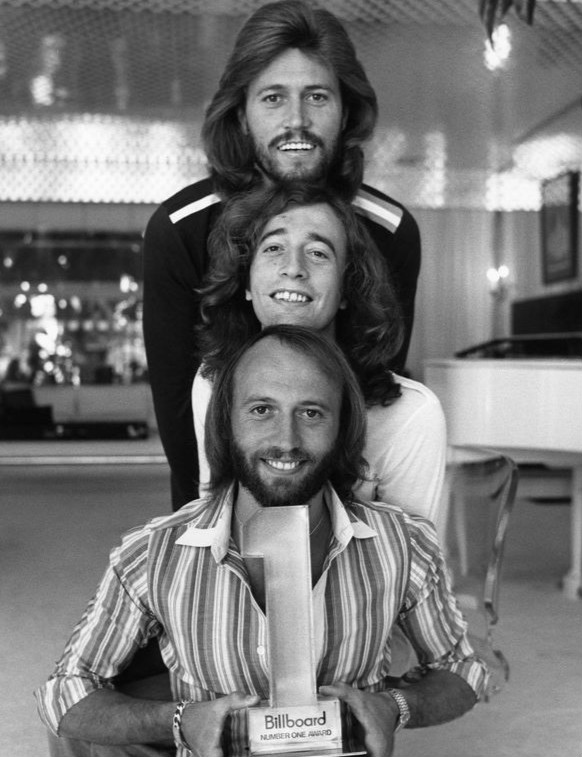
Les Bee Gees en 1977, dont musique douce représente l'univers familial de Christine

Patricia Mazuy dit avoir choisi de filmer en gros plans principalement mais « toujours en mouvement » pour garder un aspect comédie musicale. Ainsi les séquences dans la boulangerie, assez répétitives (passages de clients...) ne pouvaient être réalisées, pour elle, qu'en considérant les pains ou les viennoiseries comme « de petits danseurs. » Elle dit s'être inspirée de films de Kung-fu pour les filmer, puisqu'au Kung-fu il s'agit aussi de la même action qui se répète (les personnages entrent dans le cadre, se battent...)
Elle considère que ce film décrit des espaces qui enferment les personnages pour qu'ils finissent par s'en libérer.
La scène de fête, de l'avis de la réalisatrice, est aussi irréaliste que « du Esther Williams », notamment lorsque les figurants se séparent en ronde. Igor y représente pour elle « l'adulte, le fantasme. » Pour Libération, la musique montre l'évolution du personnage de Christine : son amour pour Nicolas va la faire sortir de son univers familial où elle écoute les chansons douces des Bee Gees pour finir le film par le morceau White Riot des Clash qui annonce le début d'un monde nouveau.